# جون كلاريدج
جون كلاريدج (بالإنجليزية: John Claridge)‏ هو مصور بريطاني، ولد في عام 1944.